# ホシザキユキノシタ

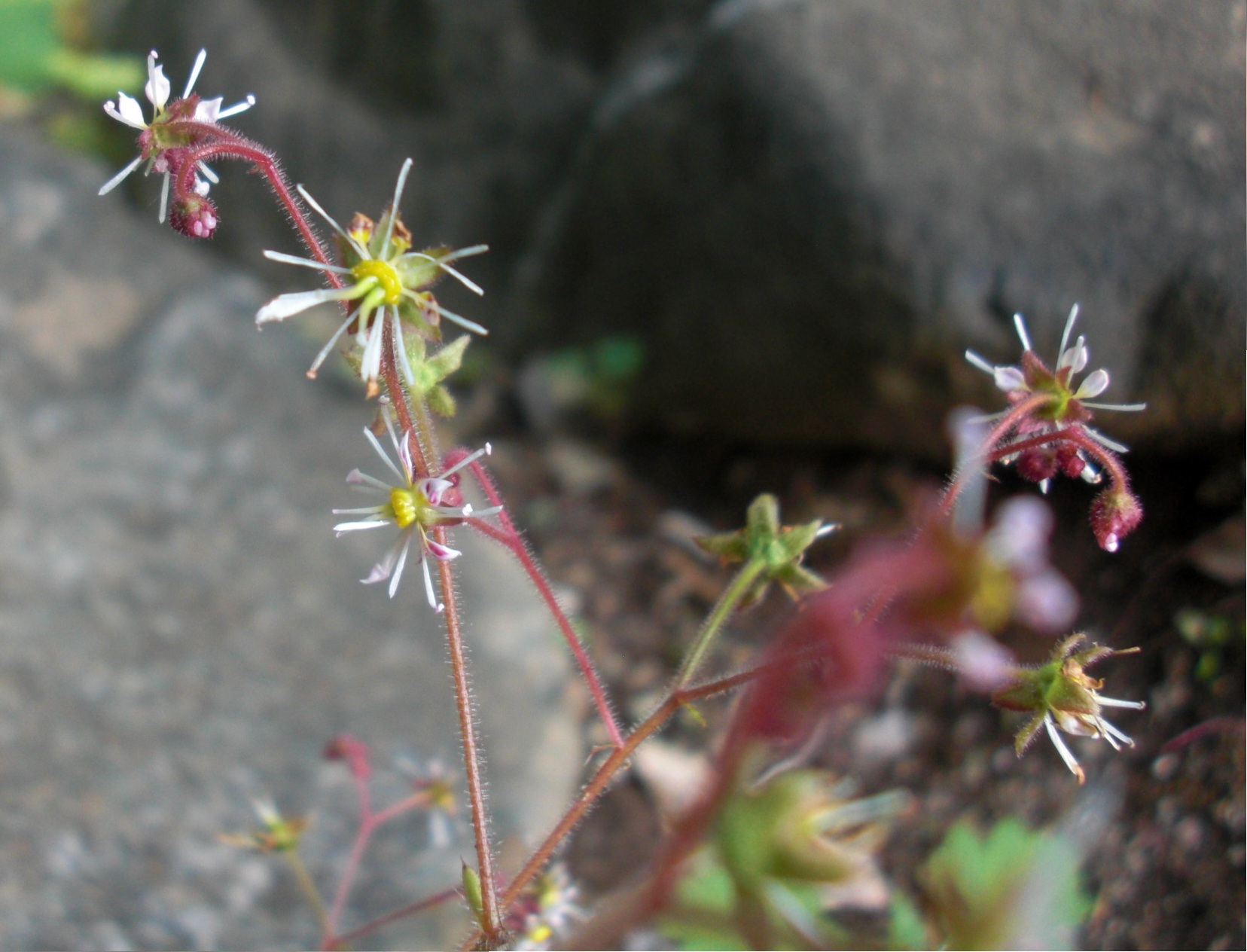
ホシザキユキノシタの花

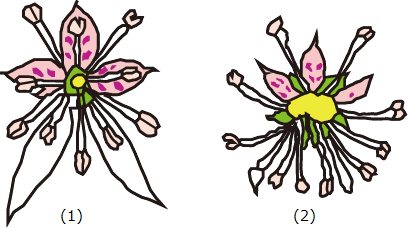
ユキノシタ（1）とホシザキユキノシタ（2）の花の比較

ホシザキユキノシタ（星咲雪ノ下）はユキノシタ科ユキノシタ属の植物。多年生植物で、ユキノシタの変種または品種とされる。
茨城県の筑波山で発見され、筑波山のみに生育する固有種である。このためつくば市の花に選ばれ、同市の天然記念物となっている。

## 特徴
ホシザキユキノシタが一般に見られるユキノシタと違う点は花の形である。通常のユキノシタは下側の2枚の花弁が長くなるが、ホシザキユキノシタは長くならず、上側の3枚の花弁と同じくらいの長さで花弁の幅が狭い。極端なものでは下の花弁が退化して、雄しべとなっており、通常の雄しべと共に特徴的な星形の花を成す。可憐な花で、花弁の色は白色から淡紅色をしている。花は5月下旬から6月に咲き、花が咲かないと普通のユキノシタと区別することができない。
上側の3枚の花弁は卵形で長さ1.5 - 2.5cm、赤色の斑点を付ける。先端は鋭尖頭（えいせんとう、鋭くとがっている）、基部は円脚または広楔脚で黄色の斑点が見られる。雄しべは12本あり、葯（やく）は先端微凸頭である。草丈は20 - 50cmで一般のユキノシタと同程度である。
ホシザキユキノシタは繁殖力が強く、筑波山神社の石垣へ移植された個体の活着も良い。一方で、茨城県自然博物館による1998年（平成10年）の報告書では自然自生地の方で個体数の減少が指摘されている。

### 命名者と名前の由来
命名者は原寛または牧野富太郎とされる。原命名説では1924年（大正13年）に、牧野命名説では1926年（大正15年/昭和元年）に、それぞれ標本を基に命名したとしている。原と牧野はホシザキユキノシタの分類について見解を異にしており、原はユキノシタの品種とし、牧野は品種より1段階上の変種と位置付けた。
名前は花の形に由来し、花弁と雄しべが星のような形で咲くことにちなむ。

### 学名
学名は変種とする立場からはSaxifraga stolonifera Meeb. var. aptera Makino、品種とする立場からはSaxifraga stolonifera Meeb form aptera (Makino) H. HaraまたはSaxifraga stolonifera Curtis f. aptera (Makino) H. Haraと命名されている。

## 発見地と生育地
筑波山は明治以前より著名な山であり、多くの植物学者が訪れ、ツクバササ、ツクバグミ、ツクバキンモンソウなど多くの新種が発見された。「ツクバ」の名こそ付いていないが、ホシザキユキノシタもその1種であり、松本荒次郎によって筑波山の女体山岩壁で発見、採集された。1924年（大正13年）のことである。松本による発見後、現地ではホシザキユキノシタは確認されず一時は絶滅したと思われたが、1959年（昭和34年）に木村義明が男体山の石垣で群落を発見し、現存が確認された。現在では男体山だけでなく、筑波山神社でも見ることができる。

## 人間との関わり
1988年（昭和63年）1月31日につくば市の天然記念物に指定された。なお登録名称はひらがなの「ほしざきゆきのした」で、管理者はつくば市筑波1番地の筑波山神社となっている。また、1997年（平成9年）11月30日につくば市の市制施行10周年を記念して市の花に選定された。
つくば市の花に選定された1997年（平成9年）には、『茨城における絶滅のおそれのある野生生物（植物編）』（茨城県レッドリスト植物編）が刊行され「危急種」に位置付けられ、同レッドリストの見直しによって発行された2011年（平成23年）版では「絶滅危惧IA類」となった。絶滅危惧IA類とは、「ごく近い将来における野生での絶滅の危険性が極めて高いもの」と定義されている。
昭和天皇は鈴木昌友の案内で筑波山を登山した際、ホシザキユキノシタに強い興味を示したという。また2000年（平成12年）12月12日に天皇・皇后が茨城県岩井市（現坂東市）にあるミュージアムパーク茨城県自然博物館を訪れた際、職員がホシザキユキノシタの標本を紹介したところ皇后は「星のような花でした」と感想を述べた。